# Peter M. Holt
Peter Malcolm Holt (ur. 28 listopada 1918 w Astley, zm. 2 listopada 2006 w Oksfordzie) – brytyjski historyk, orientalista.

## Życiorys
W latach 1975–1982 był profesorem historii Bliskiego Wschodu w School of Oriental and African Studies w Londynie.

## Publikacje
- Egypt and the Fertile Crescent, 1516–1922, London: Longmans 1966.
- Studies in the History of the Near East, London 1973.
- Cambridge History of Islam, Cambridge 1978.
- The Memoirs of a Syrian Prince: Abu'l-Fidā, Sultan of Ḥamāh (672-732/1273-1331); translated with an introduction by P. M. Holt, Wiesbaden: Franz Steiner 1983.

## Publikacja w języku polskim
- Bliski Wschód od wypraw krzyżowych do 1517 roku, przeł. Barbara Czarska, Warszawa: PIW 1993.